# Абулгазі III
Абілгази-хан (помер 1806) — казахський правитель, хан Молодшого жуза, обраний народом.
Абулгазі III (д/н — 1815) — хівинський хан у 1767 і 1772—1804 роках. В казахів відомий як Абілгази Каїпули.

## Життєпис
Походив з однією з гілок Чингізідів. Старший син Каїп-хана. Наприкінці 1767 року внаслідок повалення туркменськими племенами Шах Газі-хана новим володарем оголошено Абулгазі III. Панував лише 1 місяців, після чого був повалений, внаслідок заколоту інака Мухаммад Амін-бія. Втік до каракалпаків. Натомість ханом Хіви став Нурали-хан II.
1770 року після повалення Нурали-хан II той втік до каракалпаків, де почав боротьбу з Абулгазі, якого змусив відступити до батківського улусу в Молодшому жузі. 1772 року запрошений на трон Хіви інаком Мухаммад Амін-бієм. Втім фактичну владу мав інак.
Близько 1794 року втік з Хіви, де вступив у спадком батька (помер ще близько 1789 року), ставши султаном над родами шекті й алімули. Його ставкою було поселення Янгікент.
1804 року офіційно позбавлений владі в Хіві, де трон перейшов до Мухаммад Ільтузар-хана. 1806 року спробував відновитися на троні в Хівинському ханстві, втім марно. До кінця життя втратив політичний вплив. Помер 1815 року. Його старший син Арингази-хан 1816 року став правителем Молодшого жуза.